# 김병국 (1825년)
김병국(金炳國, 1825년~1905년)은 조선 후기의 문신으로 자(字)는 경용(景用), 호는 영어(穎漁). 시호는 충문(忠文)이다. 본관은 본관은 안동(安東). 이조판서 혜당 김수근(金洙根)의 아들이며 김병학의 동생이다. 불우한 처지의 흥선군을 각별히 대접하였으며, 대원군 집권후 경복궁 중건의 감독 등을 지휘하였다. 강화도조약 이후 서구문물을 개항하자는 주장에 찬성, 호의를 보였다.
1850년(철종 1) 증광문과에 병과로 급제한 뒤 대교(待敎)를 거쳐, 1853년 대사성에 특진하였다. 그 뒤 여러 벼슬을 거쳐 1857년 예조판서, 1858년 병조판서, 호조판서 등 중요한 직책을 두루 역임하고 병조판서가 되었다. 멸시당하는 잠저의 흥선군을 극진히 예우하였고, 고종 즉위 후에도 요직을 지내고 1864년 이조판서가 되었다. 1865년부터 대원군이 경복궁을 중건하자 판중추부사로 영건도감제조(營建都監提調)가 되어 중건을 감독하였다.
그 뒤 흥선대원군의 실각시 반대편에 섰으며, 1876년 강화도조약 이후 개항을 놓고 논란이 발생, 고종의 자문을 받자, 사태를 보아 정책을 강구하자는 온건 중도적 입장을 견지하였다. 1880년 황준헌(黃遵憲)의 《조선책략》이 알려지자, 그는 조선책략에 따라 연미국론(聯美國論)을 주장하며, 미국 등과의 수교에 찬성하였다. 1882년 영삼군부사가 되고 우의정과 좌의정을 거쳐서 1884년 영의정, 세자사부(世子師父)가 되었으며, 총리군국사무(總理軍國事務)를 역임하고, 영돈녕부사가 되었다.
형 김병학과 함께 불우한 처지에 있던 흥선군을 극진히 대우하였으며, 1863년 흥선대원군 집권 뒤에도 정치보복을 모면하고 부친 김수근의 묘 역시 화를 면하였다. 1885년 치사(致仕)하였다. 시호는 충문(忠文)이다.

## 작품
《예릉지문악장》(睿陵誌文樂章)을 편찬하였다.

## 가족 관계
- 고조부 : 증이조판서 김원행(金元行)[1]
  - 증조부 : 김이직(金履直)
    - 할아버지 : 부사 김인순(金麟淳)
      - 백부 : 김준근(金浚根)
      - 숙부 : 영의정 김문근(金汶根)-9촌숙 김이순(金頤淳)에게 출계
        - 사촌 : 김병필(金炳弼)

      - 아버지 : 이조판서 김수근(金洙根)
      - 어머니: 조진택의 딸.
        - 형님 : 영의정 김병학(金炳學) - 백부 김준근(金浚根)의 양자로 출계
        - 부인 : ?
          - 양자 : 김정균(金貞均) - 생부 :김병문(金炳聞)